# Eriopyga tebota
Eriopyga tebota är en fjärilsart som beskrevs av Dyar 1916. Eriopyga tebota ingår i släktet Eriopyga och familjen nattflyn. Inga underarter finns listade i Catalogue of Life.